# Privilegium pro Slavis
Privilegium pro Slavis (Привилегије Словенима.) је повеља коју је 07. 05.1381. године, током посете граду Жилини (данас Словачка, тада краљевина Мађарска), издао краљ Лајош I Велики (1342—1382). Њом је уважио притужбе словенских грађана Жилине и изједначио њихова права са правима немачких колониста. У повељи је било потврђено да половину чланова градског већа чине Немци, а другу половину Словаци, док се градоначелник бира на годину дана и то наизменично из редова једних и других. Очувана је у препису из 1431. године, а данас се чува у Државном архиву у оближњој Битчи. У знак сећања на издавање ове повеље, на градској кући је 03. 12.1993. године откривена спомен плоча

## Историјске околности
Простор данашње Жилине је насељен Словенима од V века, када је постојало насеље, откривено у градској области Фрамбор. У IX веку је постојало насеље у градској области Банова, да би се пре почетка XIII века почео развијати град у градској области Рудине, крај Рајчанке, на југозападу данашњег града. Из тог периода и потиче први помен града под данашњим именом, када се у документу нитранског жупана Томаша, из 1208. године, помиње terra de Selinan (Жилинска земља), док се облик Жилина у изворима први пут јавља 1297. године.
Током XIII века, град се развијао као средиште пограничне области краљевине Мађарске према Шлеској и локални трговачки центар. Из тог времена потиче и данас најстарија очувана грађевина у Жилини, црква светог Штефана Краља, саграђена у првој половини XIII века. У његовој другој половини је подигнуто, данас исчезло, утврђење поред Ваха, а крајем века су у Жилину дошли немачки колонисти из Тешина, који су изнова подигли град по моделу карактеристичном за тадашње немачке градове, због чега су Жилину називали и мађарски Нирнберг. У његовом средишту је смештен велики трг (данас Маријански трг), приближно квадратног облика (оквирних димензија 100 x 100 метара), са чијих темена полазе по две широке улице ка осталим деловима града, док две уже полазе са средине његове западне и источне стране. 
Жилина се као град први пут помиње 1312. године, а девет година након тога је краљ Карло Роберт (1310—1342), током посете граду, 12. 07. издао повељу којом је Жилину прогласио слободним краљевским градом, коју су касније, 1397. односно 1497. године потврдили и краљеви Жигмунд Луксембуршки (краљ Мађарске 1387—1437, свети римски цар 1433—1437) и Владислав II Јагело (краљ Чешке 1471—1516, краљ Мађарске 1490—1516).
Микулаш од Лукова је 1378. године направио копију Магдебуршког законика, кога су се придржавали немачки колонисти, док су живели у Тешину. То је био почетак тзв. Жилинске књиге (Žilinská kniha) која представља највредније писмено наслеђе средњег века у Словачкој, а уједно и најстарији сачувани запис на словачком језику који се налази у данашњој Словачкој. Наредне године је на једном рачуну од 08. 03., по први пут забележен грб града, који се и данас користи. 